# Zielonka (województwo zachodniopomorskie)
Zielonka – osada w Polsce położona w województwie zachodniopomorskim, w powiecie kamieńskim, w gminie Golczewo.
W latach 1975–1998 miejscowość położona była w województwie szczecińskim.